# What's Going On?
『What's Going On?』（ホワッツ・ゴーイング・オン）は、2016年11月2日にラストラム・ミュージックエンタテインメントから発売された、日本のバンド・Official髭男dismの1作目のEP。

## 概要
- バンド初のEP作品。
- タイアップ先の秘密結社鷹の爪とコラボした初回限定「秘密結社 鷹の爪」盤と通常盤の2形態で発売され、2形態で収録曲数が異なっている。初回限定「秘密結社 鷹の爪」盤には収録曲前に鷹の爪コラボオーディオドラマが収録されている。また、鷹の爪コラボ『髭吉田くん』ラバーキーホルダーの付属と、髭男オリジナルイヤホンが当たる抽選応募券が封入されている。
- 仮タイトルは「Editorial」[1]。であり、ジャケットの背景が新聞なのはその名残である。今作の仮タイトル「Editorial」は後にメジャー2ndアルバムのタイトルとして採用されている[2]。

## 収録曲

### CD
- 作詞・作曲：藤原聡、編曲：Official髭男dism、松岡モトキ

#### 初回限定「秘密結社 鷹の爪」盤
1. 鷹の爪コラボオーディオドラマ ～What's Going On?編～
2. What's Going On?
今作のリード曲。「イヤホンをつけてこの曲を聞いて、髭男と一緒に苦しい時間を乗り越えよう」というメッセージが込められている。そのこともあり、曲の冒頭、藤原による歌唱が始まる直前に「イヤホンジャックを挿し込む音」が録音されている。
3. 鷹の爪コラボオーディオドラマ ～未完成なままで編～
4. 未完成なままで
5. 鷹の爪コラボオーディオドラマ ～ニットの帽子編～
6. ニットの帽子
7. 鷹の爪コラボオーディオドラマ ～黄色い車編～
8. 黄色い車

#### 通常盤
1. What's Going On?
2. 未完成なままで
3. ニットの帽子
4. 黄色い車

### DVD
※通常盤のみ
- 「THE DAILY MIRROR tour 2016」- selected from 2016.07.23 渋谷TAKE OFF7 -

1. 恋の前ならえ
2. コーヒーとシロップ
3. 恋の去り際
4. ゼロのままでいられたら
5. SWEET TWEET
6. Clap Clap

## タイアップ
What's Going On?
『鷹の爪団のSHIROZEME in 国宝松江城 2016』応援ソング
黄色い車
LINE LIVE配信アニメ『秘密結社鷹の爪GT』主題歌

## 参加ミュージシャン
- Official髭男dism
  - 藤原聡：Vocal , Keyboard , Programming
  - 小笹大輔：Guitar , Chorus
  - 楢﨑誠：Bass , Chorus
  - 松浦匡希：Drums , Chorus
- 矢野まき：Chorus (#2,4)